# Врбов
Врбов (словац. Vrbov) — село в Словаччині, Кежмарському окрузі Пряшівського краю.
В селі є романський римо-католицький костел з 2 половини 13 століття та протестантський костел з 1784 року в стилі класицизму.

## Географія
Розташоване на півночі східної Словаччини у південно-східній частині Попрадської угловини, у підніжжі Левоцьких гір. Протікають Врбовський потік і Жаковський потік.

## Історія
Вперше село згадується у 1251 році.

## Населення
| Рік:            | 1994. | 2004.   | 2014.    | 2024.   |
| --------------- | ----- | ------- | -------- | ------- |
| Кількість осіб: | 1165  | 1224    | 1455     | 1525    |
| Різниця:        |       | +5,06 % | +18,87 % | +4,81 % |

| Рік:            | 2023. | 2024.   |
| --------------- | ----- | ------- |
| Кількість осіб: | 1532  | 1525    |
| Різниця:        |       | -0,45 % |

В селі проживає 1339 осіб.
Національний склад населення (за даними останнього перепису населення — 2001 року):
- словаки — 92,88 %
- цигани — 5,03 %
- німці — 0,67 %
- чехи — 0,17 %
- угорці — 0,17 %

Склад населення за приналежністю до релігії станом на 2001 рік:
- римо-католики — 94,13 %,
- греко-католики — 2,35 %,
- протестанти — 0,84 %,
- не вважають себе віруючими або не належать до жодної вищезгаданої церкви — 2,43 %